# Iveco 316
L'IVECO 316 est un châssis mécanisé pour autobus urbain de type midi — 7,5 mètres de longueur — destiné aux carrossiers spécialisés, fabriqué par la division Bus du constructeur italien Iveco. L’Iveco 316 compte 59 places dont 23 assises.
L'Iveco 316 est la version urbaine du châssis de l'autobus de ligne régulière Iveco 315.
Le châssis « Iveco 316 » est resté une version uniquement destinée aux carrossiers comme Menarini, Viberti, Portesi ou Minerva et n'a jamais été utilisée pour une version complète commercialisée par Iveco.
L'Iveco 316 remplace la version urbaine du Fiat 314. On peut considérer que le successeur de l'Iveco 316 est l'Irisbus Europolis qui, lui, est commercialisé sous la forme d'un autobus complet.
De très nombreux exemplaires de l'Iveco 316 circulent toujours dans de nombreuses villes italiennes mais aussi étrangères. Il est très apprécié pour ses caractéristiques dimensionnelles et dispose d'un excellent rapport poids puissance, même dans les zones à fortes pentes. On le rencontre surtout dans les parcs des villes de Gênes, dans les villes anciennes du Latium (Albano Laziale, Anagni, Ceprano, Colleferro, Veroli) de Campanie (Naples, Salerne, Positano et les villes de la côte Amalfitaine, Capri).